# Serguéi Zhúkov
Serguéi Zhúkov –en ruso, Сергей Жуков– (7 de septiembre de 1979) es un deportista ruso que compitió en halterofilia. Ganó dos medallas en el Campeonato Europeo de Halterofilia, plata en 2003 y bronce en 2001.

## Palmarés internacional
| Campeonato Europeo | Campeonato Europeo   | Campeonato Europeo | Campeonato Europeo |
| Año                | Lugar                | Medalla            | Categoría          |
| ------------------ | -------------------- | ------------------ | ------------------ |
| 2001               | Trenčín (Eslovaquia) | Medalla de bronce  | 85 kg              |
| 2003               | Lutraki (Grecia)     | Medalla de plata   | 94 kg              |